# Phainantha laxiflora
Phainantha laxiflora är en tvåhjärtbladig växtart som först beskrevs av José Jéronimo Triana, och fick sitt nu gällande namn av Henry Allan Gleason. Phainantha laxiflora ingår i släktet Phainantha och familjen Melastomataceae. Inga underarter finns listade i Catalogue of Life.